# Atelerix sclateri
Atelerix sclateri é uma espécie de insetívoro da família Erinaceidae. Endêmico da Somália.